# Nomia vespoides
Nomia vespoides is een vliesvleugelig insect uit de familie Halictidae. De wetenschappelijke naam van de soort is voor het eerst geldig gepubliceerd in 1871 door Walker.